# 林向阳 (1970年)
林向陽（1970年5月—），男，漢族，浙江蒼南人，研究生學歷，北京大學政治經濟學專業研究生畢業。1994年7月參加工作，1990年6月加入中國共產黨。

## 生平
1994年7月，進入中共北京市委研究室工作，曾任研究室副主任。2008年6月，轉任北京市順義區人民政府副區長。2010年3月，兼任中共北京市順義區委常委。2015年2月，獲任命為中共北京市順義區委副書記、北京天竺綜合保稅區管理委員會常務副主任。2016年9月，再任中共北京市委研究室副主任。2017年7月，改任北京市人民政府研究室主任、北京市人民政府副秘書長。2020年8月，調任北京市投資促進服務中心保留正局職待遇幹部。
2020年8月13日，北京市紀委監委宣布林向陽涉嫌嚴重違紀違法，正在接受紀律審查和監察調查。2021年3月25日，遭到开除党籍、开除公职处分。